# 26 Mixes for Cash
26 Mixes for Cash ist eine Kompilation von Remixen, die der vor allem unter dem Pseudonym Aphex Twin bekannte britische Musiker Richard D. James im Zeitraum zwischen 1990 und 2003 produziert hatte. Es wurde am 24. März 2003 auf dem britischen Plattenlabel Warp Records veröffentlicht.

## Inhalt
Das Album wurde lediglich als CD veröffentlicht, obwohl eine 2 Mixes on a 12″ For Cash betitelte Vinyl-Promo mit zwei der Originaltracks des Albums als limitierte Edition in Japan erhältlich war.
Neben den 22 Remixen auf der Veröffentlichung befinden sich vier neue Aphex Twin-Stücke auf dem Album. Zum einen zwei neue Versionen der bereits veröffentlichten Titel Windowlicker, Acid Edit sowie SAW2 CD1 TRK2, Original Mix. Die anderen beiden Stücke The Beauty of Being Numb Section B sowie At the Heart of It All (im Original 7:14 Minuten lang, es wurde hier jedoch auf 3:49 Minuten verkürzt) waren bereits auf dem Remixalbum Further Down the Spiral der US-amerikanischen Industrial-Rock-Band Nine Inch Nails aus dem Jahre 1994 erhältlich.
Neben den auf dem Album zusammengestellten Remixen bearbeitete James auch Stücke von Beck, DJ Pierre und Soft Ballet neu. Außerdem remixte er auch weitere Songs von Seefeel, Gavin Bryars, Jesus Jones, Saint Etienne sowie Mescalinum United.
Onlinebestellungen der Kompilation durch Warp Records kamen mit zwei silbern verpackten Schokoladenmünzen mit dem Aphex Twin-Logo auf der einen Seite und Richard D. James’ Gesicht auf der anderen. Ebenso war der Schriftzug ELECTRONICA REX auf die Münzen gedruckt.
Die Stücke des Albums wurden unter anderem in einer Werbung für das Deodorant Axe, das Fernsehprogramm Top Gear sowie während einer Ausstrahlung der Snooker-WM 2006 bei der BBC verwendet.

## Titelliste

### CD 1
1. Time To Find Me, AFX Fast Mix – 7:34 – Remix von Seefeel
2. Raising The Titanic, Big Drum Mix – 8:42 – Remix (1994) von Gavin Bryars’ Musikstück The Sinking of the Titanic (1969)
3. Journey, Aphex Twin Care Mix – 10:14 – Remix von Gentle People
4. Triachus, Mix by Aphex Twin – 4:12 – Remix von Kinesthesia (Edit)
5. Heroes, Aphex Twin Remix – 5:18 – Remix von Philip Glass’ orchestraler Version von David Bowies Heroes, vermischt mit Samples des Original-Lieds (Edit)
6. In The Glitter Part 2, Aphex Twin Mix – 5:02 – Remix von Buck-Tick
7. Zeros and Ones, Aphex Twin Reconstruction #2 – 5:49 – Remix von Jesus Jones
8. Ziggy, Aphex Twin Mix #1 – 4:25 – Remix von Nav Katze (Edit)
9. Your Head My Voice, Voix Revirement – 3:15 – Remix von Saint Etienne (Edit)
10. Change, Aphex Twin Mix #2 – 4:16 – Remix von Nav Katze
11. Une Femme N'est Pas Un Homme, Aphex Twin Mix – 4:06 – Remix von The Beatniks (Edit)
12. The Beauty of Being Numb Section B, Created by Aphex Twin – 3:27 – Ein neuer Track; The Beauty of Being Numb wurde von Nine Inch Nails für ihr Remixalbum Further Down the Spiral geremixt.
13. Let My Fish Loose, Aphex Twin Remix – 5:26 – Remix von Nobukazu Takemura

### CD 2
1. Krieger, Aphex Twin Baldhu Mix – 3:23 – Remix von Die Fantastischen Vier
2. Deep In Velvet, Aphex Twin Turnips Mix – 3:50 – Remix von Phillip Boa and the Voodooclub
3. Falling Free, Aphex Twin Remix – 7:41 – Remix von Curve
4. We Have Arrived, Aphex Twin QQT Mix – 4:23 – Remix von Mescalinum United
5. At the Heart of It All, Created by Aphex Twin – 3:49 – für das Nine-Inch-Nails-Remixalbum produziert (Edit)
6. Flow Coma, Remix By AFX – 4:59 – Remix von 808 State
7. Windowlicker, Acid Edit – 4:15 – Acidremix des Titeltracks der EP Windowlicker
8. Normal, Helston Flora Remix by AFX – 6:51 – Remix von Baby Ford
9. AW2 CD1 TRK2, Original Mix – 6:30 – alternative Version des Tracks 2 auf CD1 (meistens bekannt als [radiator]) des Albums Selected Ambient Works Vol. II.
10. Mindstream, The Aphex Twin Remix – 3:42 – Remix von Meat Beat Manifesto (Edit)
11. You Can’t Hide Your Love, Hidden Love Mix – 5:05 – Remix von DMX Krew
12. Spotlight, Aphex Twin Mix – 6:57 – Remix von Wagon Christ
13. Debase, Soft Palate – 5:50 – Remix von Mike Flowers Pops

## Chartplatzierungen
| ChartsChartplatzierungen     | Höchstplatzierung | Wochen |
| ---------------------------- | ----------------- | ------ |
| Vereinigtes Königreich (OCC) | 63 (2 Wo.)        | 2      |